# Brännsjöarna naturreservat
Brännsjöarna naturreservat är ett naturreservat i Nyköpings kommun i Södermanlands län.
Området är naturskyddat sedan 2024 och är 250 hektar stort. Reservatet ligger sydost om Stavsjö och består av tall- och barrblandskog med hällmarker, myrar, några småsjöar och i öster rinner en bäck.